# Leonardo Ponzio
Leonardo Daniel Ponzio (Las Rosas, Santa Fe; 29 de enero de 1982) es un exfutbolista argentino que se desempeñaba como volante central o defensor central. Actualmente ocupa el cargo de secretario técnico en el Club Atlético River Plate de la Primera División de Argentina.
Surgió futbolísticamente en Newell's Old Boys de Rosario, allí disputó 90 partidos entre los años 2000 y 2004. Luego pasó al Real Zaragoza donde jugó desde 2004 hasta 2006 logrando dos títulos: la Copa del Rey y la Supercopa de España. En su segundo ciclo jugó desde 2008 hasta 2011 y logró el ascenso a la Primera División en la temporada 2008-09. En el club Maño logró meterse en la historia al ser el jugador extranjero con más partidos disputados.
En River Plate se desempeñó en dos etapas, la primera fue entre 2007 y 2008 y la segunda desde 2012 hasta el año 2021. En el club de Núñez ha logrado 17 títulos oficiales; diez a nivel nacional (tres torneos locales, tres Copa Argentina, dos Supercopa Argentina, una Copa Campeonato y un Trofeo de Campeones) y siete a nivel internacional (dos Copas Libertadores, una Copa Sudamericana, tres Recopas Sudamericana y una Copa Suruga Bank). Es el jugador con mayor cantidad de títulos de la historia en la institución millonaria y uno de los más ganadores a nivel internacional.Por tal modo, es un ídolo de la institución.
Fue internacional con la selección argentina entre 2003 y 2007, y en 2013. Fue parte del plantel campeón del Mundial Juvenil de 2001 disputando los siete partidos del torneo. También logró el cuarto lugar en el Sudamericano Sub- 17 de 1999.
Se retiró oficialmente del fútbol profesional el 21 de septiembre de 2022 con 40 años.

## Trayectoria

### Newell's Old Boys (2000-2003)
Ponzio surgió de las divisiones inferiores del Club Atlético Williams Kemmis y luego continuó en Newell's. Hizo su debut en Newell's el 17 de julio del 2000 en la 19.ª fecha del Torneo Clausura ante Ferro, ingresando en la segunda parte; partido que ganaría la «La Lepra» por 2 tantos contra 0.
Su primer partido como titular llegó al torneo siguiente, el Torneo Apertura por la 12.ª fecha en condición de visitante frente a Huracán jugando como lateral por derecha.
Marcaría su primer gol en el Torneo Apertura 2001 por la sexta fecha frente a San Lorenzo en lo que fue victoria por 3-1. En ese torneo se convertiría en una de las figuras destacadas del equipo, teniendo grandes actuaciones y siento titular indiscutido. Cinco fechas después marcó su segundo gol, esta vez ante Lanús. En ese mismo torneo antotaría su tercer gol con la camiseta de Newell's, frente Racing con un bombazo de media distancia en lo que sería el 1-0 parcial aunque luego sería empate 1-1.
Ponzio no volvería a marcar sino hasta la decimoséptima fecha del Torneo Clausura 2002 en el empate 3-3 frente a Estudiantes de La Plata. Seguiría teniendo un nivel superlativo, haciéndose dueño de la mitad de la cancha y siendo un pilar fundamental en el equipo rosarino, también seguiría marcando goles desde media distancia e incluso marcaría varios goles de tiro libre. Su gran nivel haría que varios clubes de Argentina se fijaran en él.
Sin embargo en 2003 fue transferido al Real Zaragoza de la Primera División de España. Jugaría su último partido en Newell's en la última fecha del Torneo Clausura 2003 frente a Chacarita.

### Real Zaragoza (2003-2006)
Ponzio llegaría al Real Zaragoza para disputar la Primera División de España 2003-04 y en sus primeros partidos se convirtió en una de las figuras del conjunto español, marcando goles importantes y ganándose el puesto. En esa misma temporada lograría la Copa del Rey de fútbol 2003-04 venciendo en la final a nada más y nada menos que al Real Madrid y dejando en el camino en los cuartos de final al Barcelona. Se clasificó para disputar la Supercopa de España contra el Valencia, campeón de liga de esa misma temporada; Ponzio lograría su segundo título en los Maños al vencer 3-1 en el partido de vuelta pese a haber perdido 1-0 en la ida, sumando un global de 3-2 a favor del conjunto blanquillo. En el total de la temporada disputó 43 partidos oficiales y marcó 3 goles; ante Celta, Mallorca, y Villarreal, todos ellos de media distancia demostrando su gran pegada. Seguiría demostrando gran nivel en el Zaragoza, en su segunda temporada disputó 42 partidos y marcó 1 gol, aunque el equipo terminaría en el puesto 12.ª con 50 puntos y sin poder revalidar el título de la Copa del Rey. En su tercera temporada jugaría 44 partidos entre Liga Española, Copa del Rey y Copa de la UEFA marcando 1 gol. La primera parte de la temporada 2006 sería la última de Ponzio con el equipo aragonés; disputaría 13 partidos y no marcaría goles.

### River Plate (2007-2008)
Retornó a su país para jugar en River Plate en 2007. Por el pase del ex Zaragoza el club de Núñez desembolsó 3.500.000 dólares.
Debutó en el Superclásico del Torneo Verano 2007 ingresando el segundo tiempo, partido que fue victoria por 2-0 para los dirigidos en ese momento por Daniel Passarella. Su primer gol en el Millonario lo marcó en el debut por la Copa Libertadores frente a Colo-Colo; en lo que victoria por 2-1. En el Torneo Clausura sería titular teniendo buenos rendimientos jugando como volante central, también como lateral por derecha demostrando ser un jugador polifuncional que se adapta a lo que necesita el equipo. notaría su segundo gol en la decimosexta fecha de ese mismo torneo en la victoria 3-0 frente a Gimnasia y Esgrima La Plata. Para el Torneo Apertura seguiría siendo una de las piezas claves para el técnico. Tuvo una gran actuación en el Superclásico teniendo que jugar como lateral por izquierda teniendo que marcar a Rodrigo Palacio, otra vez demostrando su gran polifucionalidad. River terminaría ganando el partido 2-0 y Leo siendo una figuras claves del partido.
Comenzaba el año 2008 y Diego Simeone era el nuevo técnico de River y comenzaba desde atrás en la consideración para el equipo titular. Comenzaría el Torneo Clausura 2008 siendo suplente pero en muchos partidos siendo el primer relevo, logrando el reconocimiento del técnico y de los hinchas. En la decimoséptima fecha fue expulsado en el partido ante Colón y no pudo disputar el encuentro frente a Olimpo en el que River de ganar se consagraría campeón luego de 4 años de sequía. River terminaría ganando 2-1 y logrando su primer título en el Fútbol Argentino y tercer título individual a nivel clubes. Comenzó el Apertura 2008 siendo titular pero esta vez jugando de líbero. No lograría tener buenas actuaciones y perdería la titularidad. Ese torneo River terminaría último en lo que sería la peor campaña de su historia y Ponzio dejaría el club para retornar a España, más precisamente para volver al Real Zaragoza que se encontraba en segunda división.

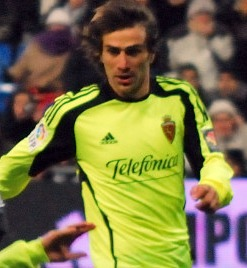
Ponzio en la acción de Real Zaragoza en 2010.

### Real Zaragoza (2009-2012)
En enero de 2009 volvió al Real Zaragoza. Por entonces el club maño pasaba por una etapa de irregularidades que ponían en riesgo su ascenso. Sin embargo, desde el partido en el que jugó como titular, el equipo no perdió ni un solo partido en el resto de la temporada. Marcó el gol que significó el 2-0 contra el Córdoba CF, en un partido que acabaría 3-1 y provocaría el ascenso del equipo maño. Ya con el club ascendido disputó con el Real Zaragoza la temporada 2009-10 peleando por no descender pero se salvó y se mantuvo un año más en la máxima categoría. Disputó 36 partidos y marcó un gol. En la temporada 2010-11 el club se mantuvo varias fechas en puestos de descenso directo pero al final del certamen se pudo reponer y logró permanecer un año más en Primera División. Finalizó la temporada con 32 partidos jugados y 2 goles. El inicio de la temporada 2011-12 fue la última de Leo en el club Maño. Disputó 17 partidos y marcó 1 gol.

### River Plate (2012-2021)
El 3 de enero de 2012 tomó la decisión de resignar gran parte de su sueldo en el equipo maño para poder rescindir su contrato. Su intención era estar disponible para River Plate.

Sentí que en Zaragoza había cumplido un ciclo. Allá jugué seis años, un tiempo importante, conseguí el ascenso a Primera División y después nos mantuvimos en la A. Pero justamente, desde entonces los únicos objetivos eran no descender, y todo el año se hacía muy largo. No éramos un equipo estable. En julio yo quedaba libre y no quería más incertidumbre sino saber dónde iba a continuar. Entonces se abrieron las puertas de River, supe que era una gran oportunidad y no lo dudé.
Leonardo Ponzio (4 de enero de 2012).

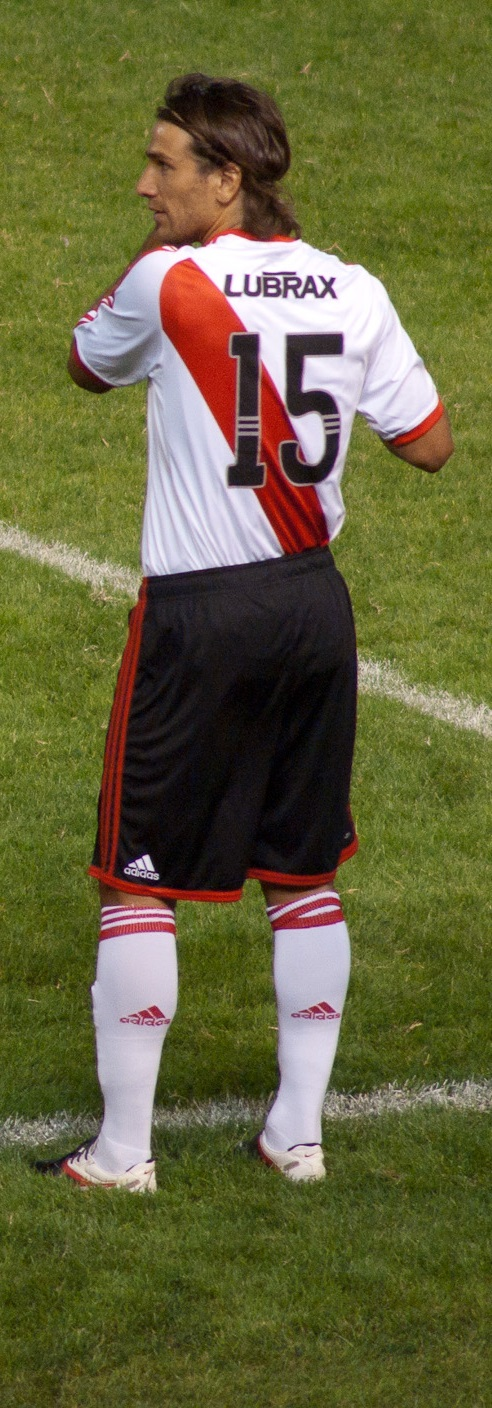
Ponzio en 2012.

Su vuelta oficial a River se produjo el 5 de febrero de 2012 por la decimonovena fecha de la Primera B Nacional 2011-12 habilitando al Chori Dominguez, quien asistió a Fernando Cavenaghi para el empate 1-1 ante Almirante Brown. El 26 de febrero de 2012 convierte ante Sportivo Desamparados su tercer gol oficial con la camiseta de River Plate, y el primero desde su vuelta al club. Otra actuación memorable fue la vivida el domingo 10 de junio de 2012 en el encuentro disputado ante Boca Unidos, en el que a partir de los 20 minutos del complemento jugó con una enorme mancha de sangre en la parte trasera de su pantalón por una hemorragia producto de una hemorroides. Pese a esto el mediocampista de River decidió permanecer en el encuentro, e incluso se negó a salir cuando la hemorragia lo obligó a cambiarse de pantalón cuatro veces y el cuerpo médico le recomendó abandonar el campo de juego. El 23 de junio de 2012 River Plate le ganó 2-0 a Almirante Brown y logró el retorno a Primera División siendo Ponzio una pieza clave en el ascenso.
Ya en Primera, se ganó el puesto de subcapitán del equipo y se convirtió en uno de los mayores referentes del plantel junto a David Trezeguet. En la novena fecha, marca su primer gol tras la vuelta de River a primera división ante Arsenal de Sarandí en lo que fue victoria de River 4-0. En la décima fecha, ante Godoy Cruz, disputó su partido número 100 con los "Millonarios", por lo cual antes del encuentro recibió una plaqueta y una camiseta con el número cien en forma de homenaje. Ya en el encuentro, abrió el marcador con un tiro libre desde lejos que marcó el rumbo de la victoria riverplatense en la goleada por 5-0, siendo reemplazado por Manuel Lanzini en el entretiempo, por un esguince de tobillo, en una jugada aislada en el final del primer tiempo. En la decimosegunda fecha, en el Superclásico ante Boca Juniors marcaría un gol de tiro libre al primer minuto de juego por un error del arquero rival poniendo arriba a su equipo, el partido terminaría en empate 2-2. Fue capitán gran parte del Torneo Inicial 2012, siendo el referente del plantel y el jugador más regular del torneo.
Comenzó el año 2013 bajo la dirección técnica de Ramón Díaz y este le respetó la titularidad ya que Ponzio era el referente y jugador emblema de River. Marcó en la cuarta fecha del Torneo Final frente a Colón de Santa Fe, el gol no era más que ratificar el gran rendimiento que seguía teniendo Ponzio en el mediocampo de River. Sin embargo sufriría una lesión en la fecha 9 en un encuentro frente a Arsenal a los 35 minutos del primer tiempo, luego se confirmaría que sufrió un desgarro y debería estar fuera por tres semanas. El parte médico puso en duda su disponibilidad para el partido frente a Boca que justamente era dentro de tres semanas. Finalmente Ponzio llegó con lo justo al superclásico pero fue sustituido a los 11 minutos del segundo tiempo por Ezequiel Cirigliano. En el siguiente partido frente All Boys Ponzio ni siquiera fue al banco de suplentes debido a que no estaba totalmente recuperado de su lesión, sumado a que el técnico tenÍa preferencia por Cristian Ledesma y Ponzio no era titular indiscutido como si lo era en meses anteriores. Volvería a la titularidad recién en la fecha 18.ª frente a Lanús jugando de mediocampista por derecha, River se jugaba su última chance de llegar a la última fecha con chances de ser campeón. El partido terminaría 1-5 en contra del Millonario y dejaba al conjunto de Ramón Díaz afuera de la pelea. En la fecha 19.ª Ponzio partió desde el banco pero ingresó en el segundo tiempo sustituyedo a Carlos Sánchez. River terminaría el Torneo Final 2013 subcampeón con 38 puntos. Sin embargo, para Leo fue un torneo negativo ya que después de la lesión nunca pudo recuperar el alto nivel que supo tener.River comenzaría una nueva temporada con ilusiones renovadas y Ponzio en lo personal buscando recuperar el nivel que lo hizo llegar a la Selección Argentina. El plantel viajó a Salta para realizar la pretemporada y allí disputó varios partidos amistosos. Las malas noticias llegarían otra vez para Ponzio, ya que en un partido frente a Juventud Antoniana de Salta recibió una falta la cual le causó una lesión en el tobillo y generaba dudas para el inicio del torneo. La lesión terminó siendo leve y llegó al inicio del certamen, River terminaría siendo derrotado por Gimnasia y Esgrima La Plata en la primera fecha del Torneo Inicial 2013. Volvería a ser titular la siguiente fecha frente a Rosario Central. Por la tercera fecha frente a Godoy Cruz jugó como lateral por derecha, posición en que se desempeñó en sus inicios como futbolista en Newell's Old Boys. Luego de dos derrotas seguidas y malos rendimientos en esa posición, volvió a jugar como volante defensivo, frente a Tigre por la fecha 6, partido que fue victoria por 3-0. Pero sorprendentemente en el partido siguiente frente a Arsenal perdería la titularidad, también sería suplente por siguiente fecha frente a All Boys. Tampoco sería titular en el superclásico, aunque ingresaría en el complemento. Recuperaría la titularidad jugando como volante central en la fecha 11.ª justamente frente a Newell's Old Boys, club que lo vio nacer futbolísticamente, a pesar de haber tenido un buen paso por el club, los hinchas lo recibieron con silbidos y cada vez que tocaba la pelota era silbado por la hinchada Leprosa, algo que sorprendió al mismo Leo Ponzio, que se esperaba que fuera recibido de buena manera ya que había dejado un buen recuerdo en el club rosarino en lo que a fútbol respecta. Esa noche fue para el olvido para Leo, ya que no tendría un buen partido y River terminaría perdiendo por 1 a 0. Seguiría en la titularidad en el partido siguiente frente a Belgrano de Córdoba y luego volvería a perder la titularidad en el partido siguiente. Se mantuvo así hasta el final del torneo alternando entre ser titular y suplente. Ese torneo River terminaría casi último y Ponzio empezaría a ser resistido por el hincha riverplatense.
A principios de enero de 2014 asumió una nueva dirigencia en el club y Leo renovó su contrato con la institución hasta junio de 2017. Con la llegada de Fernando Cavenaghi le tocaría ceder la capitanía del equipo. Por otra parte, el Torito y Leo aclararon sus diferencias respecto a la escandalosa salida del delantero y Alejandro Domínguez, luego del ascenso en 2012.

"Se hablaron muchas cosas que no son ciertas en torno a nuestra relación y si preguntan en la intimidad, cuando me enteré de su vuelta fui el primero en llamarlo. Su salida fue rara y nosotros quedamos expuestos. Pero la verdad es que nos podemos mirar a la cara."
Leonardo Ponzio (4 de enero de 2014).

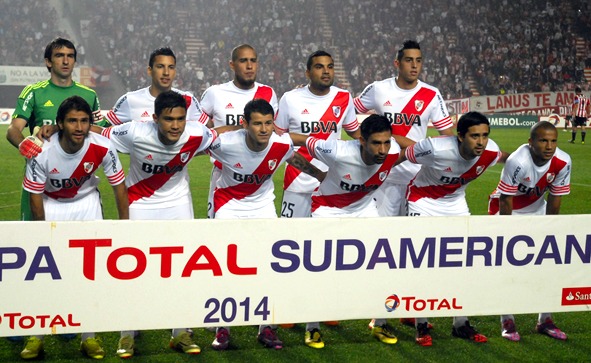
Formación de River en la Copa Sudamericana.

Su primer partido en el año fue en el superclásico del año correspondiente al Torneo Verano 2014 haciendo dupla en el mediocampo junto al Cristian Ledesma. El partido terminaría 1-1 con un rendimiento aceptable del volante central. River tuvo un gran verano al vencer en los dos siguientes choques frente a Boca Juniors y Ponzio parecía recuprar el nivel. Ya por la primera fecha del Torneo Final marcaría el gol de la victoria frente a Gimnasia y Esgrima La Plata dedicándole el gol a la hinchada de River con un gesto de golpearse el escudo haciendo referencia a su sentir por la camiseta; esto fue debido al murmullo de la gente cada vez que Ponzio erraba un pase o cometía un error. Seguiría siendo titular los partidos siguientes pero River cosechó 1 empate y 2 derrotas consecutivas, por lo que Ramón Díaz decidió sacarlo del equipo titular para el partido frente a San Lorenzo, partido clave en el que el entrenador de jugaba el puesto. El equipo ganó ese partido 1 a 0 con un gran rendimiento; por su parte, Leo ingresó a los 32 minutos del complemento reemplazando al Cristian Ledesma. Sorpresivamente no sería convocado para el partido siguiente frente a Tigre pero si lo sería para el partido con Arsenal aunque vio todo el partido desde el banco de suplentes. Sin embargo, Ramón Díaz tomaba la decisión de borrarlo del plantel y Ponzio nunca más fue concentrado para los partidos restantes del torneo, ni siquiera para el superclásico frente a Boca, algo que dejaba claro la mala relación del referente con el histórico técnico del club. River se terminaría consagrando campeón del Torneo Final luego de seis años. Luego del título parecía que su destino estaba fuera del club de Núñez, pero la sorpresiva renuncia de Ramón Díaz dejaba en shock al club y Ponzio se terminaría replanteando la posibilidad de irse.
El 6 de junio se confirma la llegada Marcelo Gallardo como nuevo director técnico del club y Leonardo comenzaba la temporada con ilusiones renovadas, el Muñeco le comunicó que iba a ser tenido en cuenta pero que tendría que pelearla al igual que todos sus compañeros. La oportunidad no tardó en llegar y fue titular en un amistoso frente a Millonarios jugando como volante central. Volvería a ser titular frente a Ferro por la Copa Argentina 2013-14. Sería titular otra vez por la primera fecha del Torneo Transición 2014 frente a Gimnasia y Esgrima La Plata, el equipo no jugaría bien y empataría 1-1; Ponzio perdió la titularidad a la siguiente fecha. Volvería a la titularidad otra vez en la Copa Argentina frente a Colón de Santa Fe, alternó varios partidos siendo suplente y titular debido a que River disputaba triple competencia, jugando Torneo local, Copa Argentina y Copa Sudamericana 2014 pero su rendiemiento no sería el esperado y no tenía buenas actuaciones.Debido a una lesión de Matías Kranevitter, Ponzio empezaría a ser titular y a levantar su nivel de forma considerable, sus partidos clave fueron en las semifinales de la Copa Sudamericana frente a Boca Juniors; donde fue pieza fundamental en el empate 0 a 0 en la Bombonera y pieza clave en la victoria 1 a 0 en el partido de vuelta en el Monumental. Fue titular en la ida de la final frente a Atlético Nacional de Colombia siendo elegido como jugador destacado del partido; fue empate 1-1 y River solo debía ganar para cosagrase campeón en Buenos Aires. En el partido de vuelta Leo fue otra vez titular jugando en gran nivel y River vencería 2 a 0 para consagrase campeón internacional después de 17 años. Ponzio terminó siendo pieza fundamental para Gallardo y también recuperó la confianza y el cariño de la hinchada Millonaria.
Comenzó el año 2015 y River apostaba todo para ganar la Copa Libertadores. Sin embargo River tenía primero un compromiso importante, la Recopa Sudamericana frente a San Lorenzo. El equipo de Núñez venció en la ida 1 a 0 y en la vuelta por el mismo resultado. Ponzio no disputó ninguno de los dos partidos aunque estuvo en el banco de suplentes. Su primer partido oficial del año fue por la primera fecha del Campeonato 2015 frente a Sarmiento de Junín ingresando a los 30 minutos del segundo tiempo reemplazando a Matías Kranevitter. Sería titular en el debut por la Copa Libertadores frente a San José de Bolivia partido que sería derrota 0-2, a pesar de esto fue elegido figura del partido. Luego de un año volvería a marcar un gol, fue frente a Quilmes por la segunda fecha del torneo local. Siguió siendo titular aunque alternaba muchas veces siendo suplente debido a la doble competencia del equipo. River se clasificaría para los octavos de final de la Copa Libertadores y le tocaba enfrentar a Boca otra vez. El partido de ida fue en el Monumental y Ponzio fue titular haciendo dupla en el mediocampo junto a Matías Kranevitter, tuvo un gran partido siendo considerado una de las figuras, jugando otra vez un superclásico de forma excepcional pero tuvo que salir sustituido a los 73 minutos del partido por Camilo Mayada debido a una lesión. Volvió a ser titular en el partido de vuelta en la Bombonera pero el partido sería suspendido en el entretiempo por agresiones de los hinchas locales hacia los jugadores de River; Ponzio fue uno de los jugadores atacados con gas pimienta y uno de los más graves afectados. El partido fue terminado en 0 a 0 siendo Boca Juniors descalificado de la competición, avanzando River a los cuartos de final. Más allá del triste suceso, Ponzio en los 45 partidos iniciales había cumplido su labor y se ganó la consideración del técnico para ser titular indiscutido para el resto de la Copa Libertadores. Continúo siendo titular en el campeonato y en la Copa teniendo un gran rendimiento, fue titular por la ida de los cuartos de final frente a Cruzeiro, en lo que fue derrota 0-1. En la vuelta fue otra vez titular y fue un baluarte en la mitad de la cancha para lograr a victoria histórica 3 0 en Brasil y clasificarse a las semifinales.

"¿Sabés cómo me decían en la calle?: 'sacalo a Ponzio, no lo pongas más’ Ahora la gente lo adora y se lo merece."
Marcelo Gallardo (5 de junio de 2015).

Para el segundo semestre River se reforzaría para afrontar la segunda parte del Campeonato 2015, disputar las semifinales de la Copa Libertadores y defender la Copa Sudamericana pero el gran objetivo del equipo era la Libertadores. Fue titular en la primera semifinal para enfrentar a Guaraní en el Estadio Monumental venciendo por 2 a 0 y siendo otra vez una de las figuras aunque fue amonestado a los 83 minutos sumando su tercera amarilla en la competición, la cual le impidió estar en el partido de vuelta; a los 86 fue reemplazado por Camilo Mayada. River logró la clasificación en Asunción y jugaría una final de Copa Libertadores luego de 19 años. Llegó la final y el santafesino fue titular y muy importante para el empate 0 a 0 el cual dejaba a River muy bien parado de cara a la vuelta. Volvió a ser titular para la vuelta; River se consagraría campeón de la Copa Libertadores 2015 luego de 19 años y además se clasificó para jugar el Mundial de Clubes 2015, Ponzio entraba en la historia grande del club, sumaba su quinto título en el club y seguía cosechando logros en el Millonario. Una semana después viajó a Japón para disputar la copa Copa Suruga Bank 2015 frente al Gamba Osaka partido que ganó el conjunto de Núñez con un contundente 3 a 0 y Leo sumaría su sexto título a nivel personal en la institución riverplatense. A la semana siguiente fue titular para el partido frente a San Martín de San Juan; antes del inicio, Ponzio y Marcelo Barovero salieron al estadio con las dos últimas copas obtenidas, Leo con la Suruga Bank y Trapito con la Libertadores. El partido fue derrota 0-1 aunque fue toda una anécdota en medio de los festejos del club por los grandes logros obtenidos. Fue titular en el superclásico frente a Boca pero tuvo que salir a los 35 minutos por Luis González debido a una amonestación que lo condicionaría durante el partido. Por los octavos de la Copa Sudamericana, fue suplente en los dos partidos frente a Liga de Quito, sería que ganaría el equipo de Gallardo por 3 a 1. En la siguiente fase de la copa, fue titular en la serie contra Chapecoense en el partido de vuelta que sería derrota por 2-1 en tierras brasileñas, aunque fue reemplazado por Tabaré Viudez a los 60 minutos; pese a la derrota River se clasificaría con un global de 4 a 3 gracias a la victoria 3 a 1 en condición de local. Se perdería el primer choque frene a por semifinales frente a Huracán el cual sería derrota 0-1 en condición de local; volvería para la vuelta en lo que fue empate 2 a 2 y la eliminación del conjunto de Gallardo. Ya con todos los compromisos correspondientes jugados, el Millonario partía otra vez a Japón para disputar su máximo sueño: el Mundial de Clubes, competición que jugaría por primera vez en su historía. River debutaría en las semifinales derrotando 1 a 0 a Sanfrecce Hiroshima con gol de Lucas Alario, partido en el que Ponzio fue titular haciendo dupla en el mediocampo junto a Matías Kranevitter. Volvió a ser titular en la final para enfrentar nada más y nada menos que contra el Barcelona otra vez haciendo dupla con Kranevitter; el partido fue derrota 3 a 0 y el conjunto riverplatense sería subcampeón. Ponzio disputó 33 partidos en el año 2015 anotando un gol y ganando 3 títulos.
Luego del gran año anterior el club comenzaba el año 2016 disputando el Campeonato 2016 y la Copa Libertadores 2016. El equipo tuvo un gran verano con dos victorias frente a Boca y arracaría el torneo de la mejor manera con una victoria 5 a 1 frente a Quilmes. Las siguientes fechas por el torneo debido a bajas en la defensa, Gallardo elegiría a Leo para ser el segundo central junto a Jonatan Maidana, los resultados con Ponzjo jugando de central no fueron los mejores con 2 derrotas consecutivas. Se ausentaría en la fecha 4 frente a Rosario Central por asuntos personales y también se perdió el debut en la Libertadores frente a Trujillanos. Volvería para los clásicos frente a Independiente y Boca Juniors, que fueron victoria 1 a 0 y empate 0 a 0 respectivamente. Debutó por la Libertadores en el empate 1-1 frente a São Paulo en el Estadio Monumental. Volvió a ocupar la posición de defensor central en la derrota 4 a 1 frente a Colón, ese fue su último partido en la zaga central. En el partido siguiente frente a The Strongest sería expulsado a los 91 minutos luego de una dura falta; días más tarde la CONMEBOL decidió darle 3 fechas de suspensión y recién podría estar disponible para los octavos de final. A raíz de esto, era parte del equipo titular para el torneo local, en su mayoría suplentes debido al recambio por doble competición. Volvería a ser expulsado en la fecha 10 contra Sarmiento de Junín a los 44 minutos del segundo tiempo; la AFA lo sancionó con dos fechas y debido a esto se perdió el superclásico en la fecha 12. Volvería a la titularidad para disputar los octavos de final de la Copa frente a Independiente del Valle; en el partido de ida el Millonario perdió 2 a 0 y Ponzio fue amonestado. En la vuelta en el Estadio Monumental fue victoria 1 a 0 y Ponzio partió desde el 11 inicial pero no alcanzaría y el conjunto del "Muñeco" Gallardo quedó eliminado. Terminó siendo tiular los últimos partidos del primer semestre del año; River finalizaría noveno en la Zona 2 del torneo con 18 puntos y eliminado de la Copa Libertadores 2016.
Tras la salida de Marcelo Barovero, en la pretemporada Marcelo Gallardo lo nombró capitán del equipo, rol que ya supo cumplir años anteriores. A principio de temporada, River se consagró campeón la Recopa Sudamericana 2016 frente a Independiente Santa Fe de Colombia en lo que sería la segunda Recopa del club; por su parte, Ponzio sumaba su octavo título en el club y seguía haciendo historia. El gran objetivo del segundo semestre era la Copa Argentina ya que otorgaba un cupo directo a la Copa Conmebol Libertadores 2017. Empezaría la temporada siendo titular en la victoria 3 a 0 Sportivo Rivadavia por los 32avos de final, lo fue también en la siguiente fase en la victoria 1-1 frente a Estudiantes de San Luis. También estuvo desde el inicio en debut por el Campeonato 2016-17 4 a 1 frente a Banfield. Por los octavos de final de la Copa Argentina venció a Arsenal de Sarandí partiendo del 11 inicial. Siguió siendo titular en el torneo demostrando un nivel regular. Otra vez por Copa Argentina, ya por los cuartos de final, fue titular en la victoria 3 a 0 frente a Unión de Santa Fe. En la fecha 9 del torneo frente a Estudiantes de La Plata, después de varios partidos, volvió a jugar de zaguero central en el empate 1-1, donde Ponzio recibió la quinta amarilla lo cual le impidió estar en la siguiente fecha y volvió a la siguiente fecha. Fue titular en la victoria frente a Gimnasia La Plata por las semifinales de Copa Argentina. Fue titular en los dos partidos más importantes del semestre, el primero el superclásico frente a Boca en lo que derrota 2-4, el siguiente nada más y nada menos que por la final de la Copa Argentina frente a Rosario Central; en un emocionante partido el millonario venció 4 a 3 y se consagró campeón de esa copa por primera vez en su historia y lograba el pase directo a la Copa Conmebol Libertadores 2017 y se clasificaba para la Supercopa Argentina. En lo personal, Ponzio sumó su noveno título en el club y seguía metiéndose en la historia grande.
Comenzó el año 2017 con pretemporada en Estados Unidos. Fue titular en los amistosos frente a Millonarios y Vasco da Gama. Partió desde el once inicial en la victoria frente a Boca por 2 a 0 en el primer superclásico del año. Luego disputaría la Supercopa Argentina frente a Lanús siendo titular y derrotado por 3 a 0.
Luego de esto siguió demostrando muy buenas actuaciones ganándose la titularidad, y ganó la copa Argentina de 2017 y llegó a semifinales de la Copa Libertadores en la cual fueron eliminados de manera muy polémica.
Luego Ponzio empezó el 2018 de una manera perfecta coronándose campeón de la Supercopa 2018 frente a nada más y menos que Boca jrs el máximo rival del club.
Después cerraría el año de una manera perfecta ganando la libertadores, devuelta frente a Boca

### Williams Kemmis (2022)
Tras su extenso y glorioso segundo paso por River Plate (2012-2021), anunciaría su retiro del fútbol profesional, jugando su último partido el 18 de diciembre de 2021 frente a Colón de Santa Fe por el Trofeo de Campeones, dónde el conjunto Millonario se impuso por un marcador de 4-0. Tras esta consagración, el Capitán se convirtió en el jugador más ganador en la historia del club con 17 títulos. Sin embargo el 12 de enero del año entrante, el club Williams Kemmis de la localidad santafesina de Las Rosas, dónde el jugador dio sus primeros pasos en las categorías infantiles, anunció la incorporación de Leonardo Ponzio para disputar la temporada actual de la Liga Cañadense, de carácter regional. Su debut con la camiseta del conjunto Verdinegro se produjo días después, en el amistoso de pretemporada contra Montes de Oca que terminó en una victoria por 2 a 1. Ponzio volvió a ser titular en el amistoso contra Sportivo Las Parejas, disputado el 28 de enero de 2022. Desafortunadamente, a los pocos minutos de iniciado el partido el jugador sufrió la rotura de ligamentos cruzados de la rodilla derecha.

## Selección nacional
Fue internacional con la Selección Argentina en algunos partidos contando Eliminatorias y partidos amistosos pero nunca se afianzó como habitual titular. Ganó la Copa Mundial de Fútbol Sub-20 de 2001, estando presente desde el comienzo en la final de la misma contra Ghana.
En 2012 fue convocado por Alejandro Sabella para disputar el Superclásico de las Américas frente a la Selección de Brasil, fue citado para los partidos de ida y de vuelta en los dos partidos permaneció en el banco de suplentes y no ingresó. En marzo de 2013, es convocado por el DT de la selección, Alejandro Sabella, para afrontar las fechas número 11 y 12 respectivamente de las eliminatorias al mundial. En la Copa Mundial de Fútbol Juvenil de 2001 jugó los siete partidos (cinco completos) cuando el equipo nacional ganó la Copa Mundial de Fútbol Sub-20, en su tierra natal.

### Mundial sub-20
| Copa                         | Sede      | Resultado | Partidos | Goles |
| ---------------------------- | --------- | --------- | -------- | ----- |
| Copa Mundial Juvenil de 2001 | Argentina | Campeón   | 7        | 0     |

### Sudamericanos sub-17
| Copa                        | Sede    | Resultado    | Partidos | Goles |
| --------------------------- | ------- | ------------ | -------- | ----- |
| Sudamericano Sub-17 de 1999 | Uruguay | Cuarto lugar | 2        | 1     |

## Estadísticas

### Clubes
- Actualizado hasta el último partido de su carrera, el 18 de diciembre de 2021.

| Club | Div.                | Temporada           | Liga  | Liga  | Liga   | Copas Nacionales(1) | Copas Nacionales(1) | Copas Nacionales(1) | Torneos Internacionales(2) | Torneos Internacionales(2) | Torneos Internacionales(2) | Total | Total | Total  |
| Club | Div.                | Temporada           | Part. | Goles | Asist. | Part.               | Goles               | Asist.              | Part.                      | Goles                      | Asist.                     | Part. | Goles | Asist. |
| --- | ------------------- | ------------------- | ----- | ----- | ------ | ------------------- | ------------------- | ------------------- | -------------------------- | -------------------------- | -------------------------- | ----- | ----- | ------ |
| Newell's Old Boys Argentina | 1.ª                 | 2000                | 1     | 0     | 0      | —                   | —                   | —                   | —                          | —                          | —                          | 1     | 0     | 0      |
| Newell's Old Boys Argentina | 1.ª                 | 2000-01             | 26    | 0     | 2      | —                   | —                   | —                   | —                          | —                          | —                          | 26    | 0     | 2      |
| Newell's Old Boys Argentina | 1.ª                 | 2001-02             | 33    | 5     | 3      | —                   | —                   | —                   | —                          | —                          | —                          | 33    | 5     | 3      |
| Newell's Old Boys Argentina | 1.ª                 | 2002-03             | 30    | 4     | 2      | —                   | —                   | —                   | —                          | —                          | —                          | 30    | 4     | 2      |
| Newell's Old Boys Argentina | Total club          | Total club          | 90    | 9     | 7      | 0                   | 0                   | 0                   | 0                          | 0                          | 0                          | 90    | 9     | 7      |
| Real Zaragoza · España | 1.ª                 | 2003-04             | 35    | 3     | 3      | 8                   | 0                   | 0                   | —                          | —                          | —                          | 43    | 3     | 3      |
| Real Zaragoza · España | 1.ª                 | 2004-05             | 33    | 1     | 1      | 1                   | 0                   | 0                   | 8                          | 0                          | 0                          | 42    | 1     | 1      |
| Real Zaragoza · España | 1.ª                 | 2005-06             | 35    | 1     | 1      | 9                   | 0                   | 1                   | —                          | —                          | —                          | 44    | 1     | 2      |
| Real Zaragoza · España | 1.ª                 | 2006                | 11    | 0     | 1      | 2                   | 0                   | 0                   | —                          | —                          | —                          | 13    | 0     | 1      |
| Real Zaragoza · España | Total 1.ª etapa     | Total 1.ª etapa     | 114   | 5     | 6      | 20                  | 0                   | 1                   | 8                          | 0                          | 0                          | 142   | 5     | 7      |
| River Plate Argentina | 1.ª                 | 2007                | 14    | 1     | 0      | —                   | —                   | —                   | 6                          | 1                          | 1                          | 20    | 2     | 1      |
| River Plate Argentina | 1.ª                 | 2007-08             | 29    | 0     | 1      | —                   | —                   | —                   | 8                          | 0                          | 0                          | 37    | 0     | 1      |
| River Plate Argentina | 1.ª                 | 2008                | 12    | 0     | 0      | —                   | —                   | —                   | 2                          | 0                          | 0                          | 14    | 0     | 0      |
| River Plate Argentina | Total 1.ª etapa     | Total 1.ª etapa     | 52    | 1     | 1      | 0                   | 0                   | 0                   | 16                         | 1                          | 1                          | 68    | 2     | 2      |
| Real Zaragoza · España | 2.ª                 | 2009                | 18    | 2     | 0      | —                   | —                   | —                   | —                          | —                          | —                          | 18    | 2     | 0      |
| Real Zaragoza · España | 1.ª                 | 2009-10             | 34    | 1     | 1      | 2                   | 0                   | 0                   | —                          | —                          | —                          | 36    | 1     | 1      |
| Real Zaragoza · España | 1.ª                 | 2010-11             | 32    | 2     | 2      | 1                   | 0                   | 0                   | —                          | —                          | —                          | 33    | 2     | 2      |
| Real Zaragoza · España | 1.ª                 | 2011                | 16    | 1     | 1      | 1                   | 0                   | 0                   | —                          | —                          | —                          | 17    | 1     | 1      |
| Real Zaragoza · España | Total 2.ª etapa     | Total 2.ª etapa     | 100   | 6     | 4      | 4                   | 0                   | 0                   | 0                          | 0                          | 0                          | 104   | 6     | 4      |
| Real Zaragoza · España | Total club          | Total club          | 214   | 11    | 10     | 24                  | 0                   | 1                   | 8                          | 0                          | 0                          | 246   | 11    | 11     |
| River Plate Argentina | 2.ª                 | 2012                | 19    | 1     | 3      | 1                   | 0                   | 0                   | —                          | —                          | —                          | 20    | 1     | 3      |
| River Plate Argentina | 1.ª                 | 2012-13             | 29    | 4     | 7      | —                   | —                   | —                   | —                          | —                          | —                          | 29    | 4     | 7      |
| River Plate Argentina | 1.ª                 | 2013-14             | 19    | 1     | 0      | 2                   | 0                   | 0                   | 6                          | 0                          | 0                          | 27    | 1     | 0      |
| River Plate Argentina | 1.ª                 | 2014                | 10    | 0     | 1      | —                   | —                   | —                   | 8                          | 0                          | 0                          | 18    | 0     | 1      |
| River Plate Argentina | 1.ª                 | 2015                | 17    | 1     | 1      | 1                   | 0                   | 0                   | 15                         | 0                          | 0                          | 33    | 1     | 1      |
| River Plate Argentina | 1.ª                 | 2016                | 13    | 0     | 1      | —                   | —                   | —                   | 4                          | 0                          | 1                          | 17    | 0     | 2      |
| River Plate Argentina | 1.ª                 | 2016-17             | 24    | 0     | 0      | 7                   | 0                   | 0                   | 5                          | 0                          | 0                          | 36    | 0     | 0      |
| River Plate Argentina | 1.ª                 | 2017-18             | 17    | 1     | 0      | 7                   | 0                   | 0                   | 12                         | 0                          | 1                          | 36    | 1     | 1      |
| River Plate Argentina | 1.ª                 | 2018-19             | 14    | 0     | 0      | 7                   | 0                   | 0                   | 11                         | 0                          | 0                          | 32    | 0     | 0      |
| River Plate Argentina | 1.ª                 | 2019-20             | 4     | 0     | 0      | 3                   | 0                   | 0                   | 5                          | 0                          | 0                          | 12    | 0     | 0      |
| River Plate Argentina | 1.ª                 | 2020                | —     | —     | —      | 7                   | 0                   | 0                   | 4                          | 0                          | 0                          | 11    | 0     | 0      |
| River Plate Argentina | 1.ª                 | 2021                | 7     | 0     | 0      | 7                   | 0                   | 0                   | 2                          | 0                          | 0                          | 16    | 0     | 0      |
| River Plate Argentina | Total 2.ª etapa     | Total 2.ª etapa     | 173   | 8     | 13     | 42                  | 0                   | 0                   | 72                         | 0                          | 2                          | 286   | 8     | 15     |
| River Plate Argentina | Total club          | Total club          | 228   | 9     | 14     | 42                  | 0                   | 0                   | 88                         | 1                          | 3                          | 358   | 10    | 17     |
| Total en su carrera | Total en su carrera | Total en su carrera | 532   | 29    | 31     | 66                  | 0                   | 1                   | 96                         | 1                          | 3                          | 694   | 30    | 34     |
| (1) La copa nacional se refiere a la Copa Argentina, Copa del Rey , Supercopa Argentina, Copa de la Superliga, Copa de la Liga Profesional y Trofeo de Campeones. (2) La copa internacional se refiere a la UEFA Europa League, Copa Libertadores, Copa Sudamericana, Recopa Sudamericana, Mundial de Clubes, y Copa Suruga Bank. |                     |                     |       |       |        |                     |                     |                     |                            |                            |                            |       |       |        |

Fuente: Transfermarkt, BDFutbol, Soccerway

### Selección
| Selección            | Año                  | Amistoso | Amistoso | Amistoso | Eliminatorias | Eliminatorias | Eliminatorias | Sudamericano | Sudamericano | Sudamericano | Mundial | Mundial | Mundial | Total | Total | Total |
| Selección            | Año                  | PJ       | G        | A        | PJ            | G             | A             | PJ           | G            | A            | PJ      | G       | A       | PJ    | G     | A     |
| -------------------- | -------------------- | -------- | -------- | -------- | ------------- | ------------- | ------------- | ------------ | ------------ | ------------ | ------- | ------- | ------- | ----- | ----- | ----- |
| Sub-17 Argentina     | 1999                 | -        | -        | -        | -             | -             | -             | 3            | 1            | 0            | -       | -       | -       | 3     | 1     | 0     |
| Sub-17 Argentina     | Total                | -        | -        | -        | -             | -             | -             | 3            | 1            | 0            | -       | -       | -       | 3     | 1     | 0     |
| Sub-20 Argentina     | 2001                 | -        | -        | -        | -             | -             | -             | -            | -            | -            | 7       | 0       | 0       | 7     | 0     | 0     |
| Sub-20 Argentina     | Total                | -        | -        | -        | -             | -             | -             | -            | -            | -            | 7       | 0       | 0       | 7     | 0     | 0     |
| Absoluta Argentina   | 2003                 | 2        | 0        | 0        | -             | -             | -             | -            | -            | -            | -       | -       | -       | 2     | 0     | 0     |
| Absoluta Argentina   | 2004                 | 1        | 0        | 0        | -             | -             | -             | -            | -            | -            | -       | -       | -       | 1     | 0     | 0     |
| Absoluta Argentina   | 2005                 | -        | -        | -        | 2             | 0             | 0             | -            | -            | -            | -       | -       | -       | 2     | 0     | 0     |
| Absoluta Argentina   | 2006                 | 1        | 0        | 0        | -             | -             | -             | -            | -            | -            | -       | -       | -       | 1     | 0     | 0     |
| Absoluta Argentina   | 2007                 | 1        | 0        | 0        | -             | -             | -             | -            | -            | -            | -       | -       | -       | 1     | 0     | 0     |
| Absoluta Argentina   | 2013                 | -        | -        | -        | 1             | 0             | 0             | -            | -            | -            | -       | -       | -       | 1     | 0     | 0     |
| Absoluta Argentina   | Total                | 5        | 0        | 0        | 3             | 0             | 0             | -            | -            | -            | -       | -       | -       | 8     | 0     | 0     |
| Total en selecciones | Total en selecciones | 5        | 0        | 0        | 3             | 0             | 0             | 3            | 1            | 0            | 7       | 0       | 0       | 18    | 1     | 0     |

### Resumen estadístico
|                            | Partidos | Goles | Promedio | Asistencias | Promedio |
| -------------------------- | -------- | ----- | -------- | ----------- | -------- |
| Liga                       | 532      | 29    | 0,05     | 31          | 0,05     |
| Copas nacionales           | 66       | 0     | 0,00     | 1           | 0,02     |
| Copa Internacionales       | 96       | 1     | 0,01     | 2           | 0,02     |
| Selección Argentina        | 8        | 0     | 0,00     | 0           | 0,00     |
| Selección argentina Sub-20 | 7        | 0     | 0,00     | 0           | 0,00     |
| Selección argentina Sub-17 | 3        | 1     | 0,33     | 0           | 0,00     |
| TOTAL                      | 712      | 31    | 0,05     | 34          | 0,05     |

## Palmarés

#### Campeonatos nacionales
| N.º | Título                  | Club          | País      | Estadio              | Año      |
| --- | ----------------------- | ------------- | --------- | -------------------- | -------- |
| 1   | Copa del Rey            | Real Zaragoza | España    | Lluís Companys       | 2003/04  |
| 2   | Supercopa de España     | Real Zaragoza | España    | La Romareda          | 2004     |
| 3   | Primera División        | River Plate   | Argentina | Monumental           | C - 2008 |
| 4   | Primera B Nacional      | River Plate   | Argentina | Monumental           | 2011/12  |
| 5   | Primera División        | River Plate   | Argentina | Monumental           | F - 2014 |
| 6   | Copa Campeonato         | River Plate   | Argentina | Juan Gilberto Funes  | 2014     |
| 7   | Copa Argentina          | River Plate   | Argentina | Mario Alberto Kempes | 2015/16  |
| 8   | Copa Argentina          | River Plate   | Argentina | Malvinas Argentinas  | 2016/17  |
| 9   | Supercopa Argentina     | River Plate   | Argentina | Malvinas Argentinas  | 2017     |
| 10  | Copa Argentina (3)      | River Plate   | Argentina | Malvinas Argentinas  | 2018/19  |
| 11  | Supercopa Argentina (2) | River Plate   | Argentina | Estadio Único        | 2019     |
| 12  | Primera División (3)    | River Plate   | Argentina | Monumental           | 2021     |
| 13  | Trofeo de Campeones     | River Plate   | Argentina | Estadio Único        | 2021     |

#### Campeonatos internacionales
| N.º | Título                  | Club             | Estadio            | Año  |
| --- | ----------------------- | ---------------- | ------------------ | ---- |
| 1   | Copa Mundial Sub-20     | Argentina Sub-20 | José Amalfitani    | 2001 |
| 2   | Copa Sudamericana       | River Plate      | Monumental         | 2014 |
| 3   | Recopa Sudamericana     | River Plate      | El Nuevo Gasómetro | 2015 |
| 4   | Copa Libertadores       | River Plate      | Monumental         | 2015 |
| 5   | Copa Suruga Bank        | River Plate      | Expo '70           | 2015 |
| 6   | Recopa Sudamericana     | River Plate      | Monumental         | 2016 |
| 7   | Copa Libertadores (2)   | River Plate      | Bernabéu           | 2018 |
| 8   | Recopa Sudamericana (3) | River Plate      | Monumental         | 2019 |

Participaciones en Mundial de Clubes
| Copa                        | Club        | Sede  | Resultado    | PJ | G |
| --------------------------- | ----------- | ----- | ------------ | -- | - |
| Copa Mundial de Clubes 2015 | River Plate | Japón | Subcampeón   | 2  | 0 |
| Copa Mundial de Clubes 2018 | River Plate | EAU   | Tercer lugar | 1  | 0 |

### Distinciones individuales
| Distinción                                                          | Año  |
| ------------------------------------------------------------------- | ---- |
| Miembro del equipo ideal de la Copa Libertadores                    | 2015 |
| Miembro del equipo ideal de la Copa Libertadores                    | 2017 |
| Miembro del equipo ideal de la Copa Libertadores                    | 2018 |
| Mejor Jugador de la Recopa Sudamericana                             | 2016 |
| Premio Konex de Platino: Mejor futbolista de la década en Argentina | 2020 |